# Barranc de Fontallaus
El barranc de Fontallaus és un barranc afluent del barranc d'Enserola que discorre pel termenal entre Senterada i Toralla i Serradell, antic terme ara integrat en el municipi de Conca de Dalt, al Pallars Jussà.
Aquest barranc es forma en el Clot de la Coma, a la Solana de Fontallaus, en el serrat de Sant Roc, vessant sud-oriental de la Capcera, a uns 1.363 m. alt. Des d'aquest lloc davalla cap al sud-est, decantant-se cada cop més cap al sud, i va a buscar el dessota de l'extrem sud-oest de la Taula d'Enserola. Al lloc conegut com el Salt de l'Aigua es troba amb el barranc de la Torre, i tots dos junts formen el barranc d'Enserola, a 837 m. alt. Just quan arriba a ponent de la Taula d'Enserola abandona el paper termenal entre Senterada i Conca de Dalt, i ja entra del tot dins del segon d'aquests termes.